# داستان‌های زندگی و جنایت
داستان‌های زندگی و جنایت (ایتالیایی: Storie di vita e malavita) یک فیلم پلیسی درام به کارگردانی کارلو لیتزانی است که در سال ۱۹۷۵ منتشر شد و نسخه‌های گوناگونی دارد، از جمله یک نسخه هاردکور (ساخته شده با ۱۰ دقیقه سکانس هاردکور اضافی) که روی بلوری ایتالیایی آن در دسترس است. از بازیگران فیلم می‌توان به ایلونا استالر، آنتینیزکا نمور و جولیانا ریورا اشاره کرد.